# Stift Haug

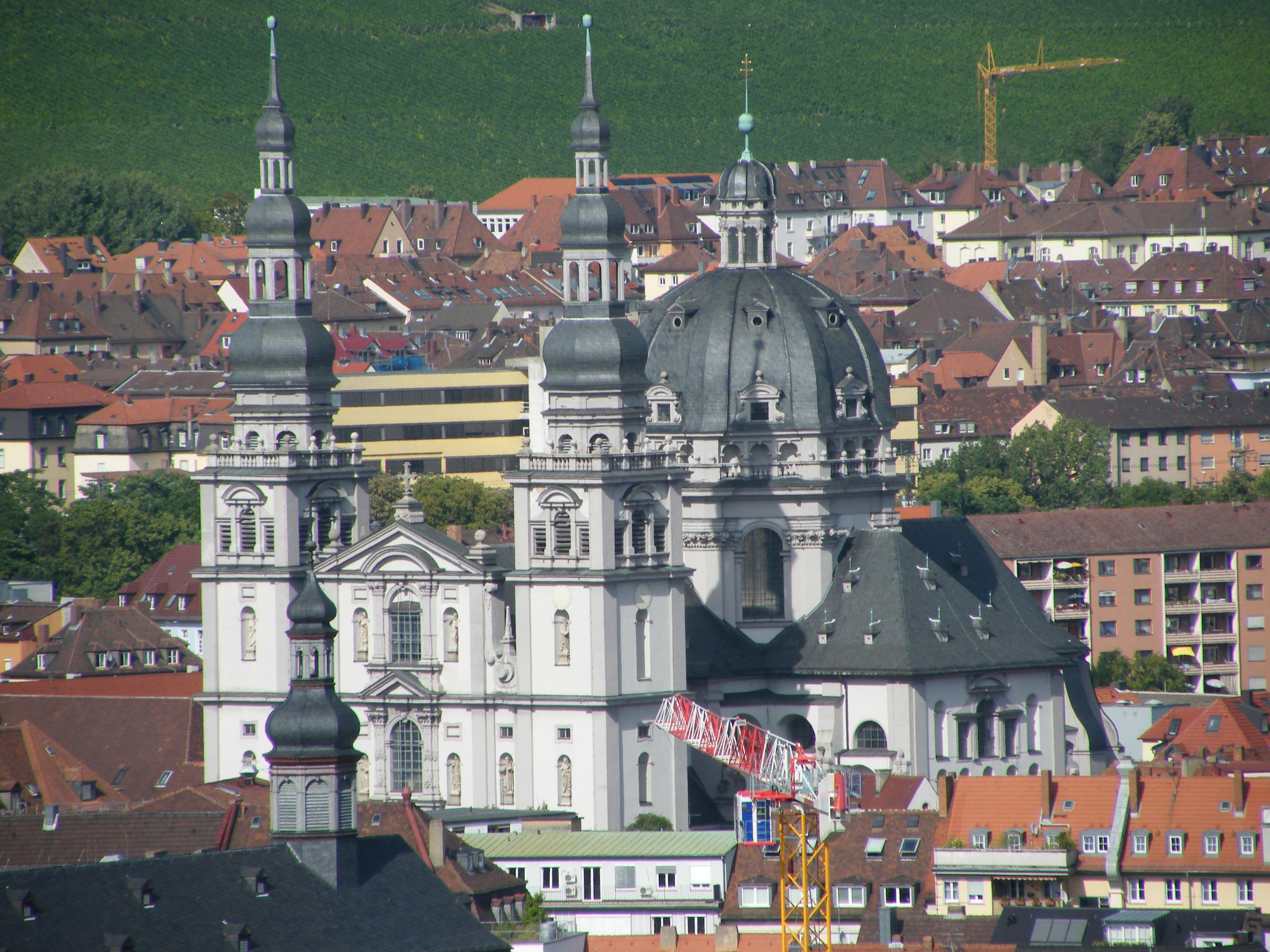
Das Stift Haug von der Festung Marienberg aus gesehen

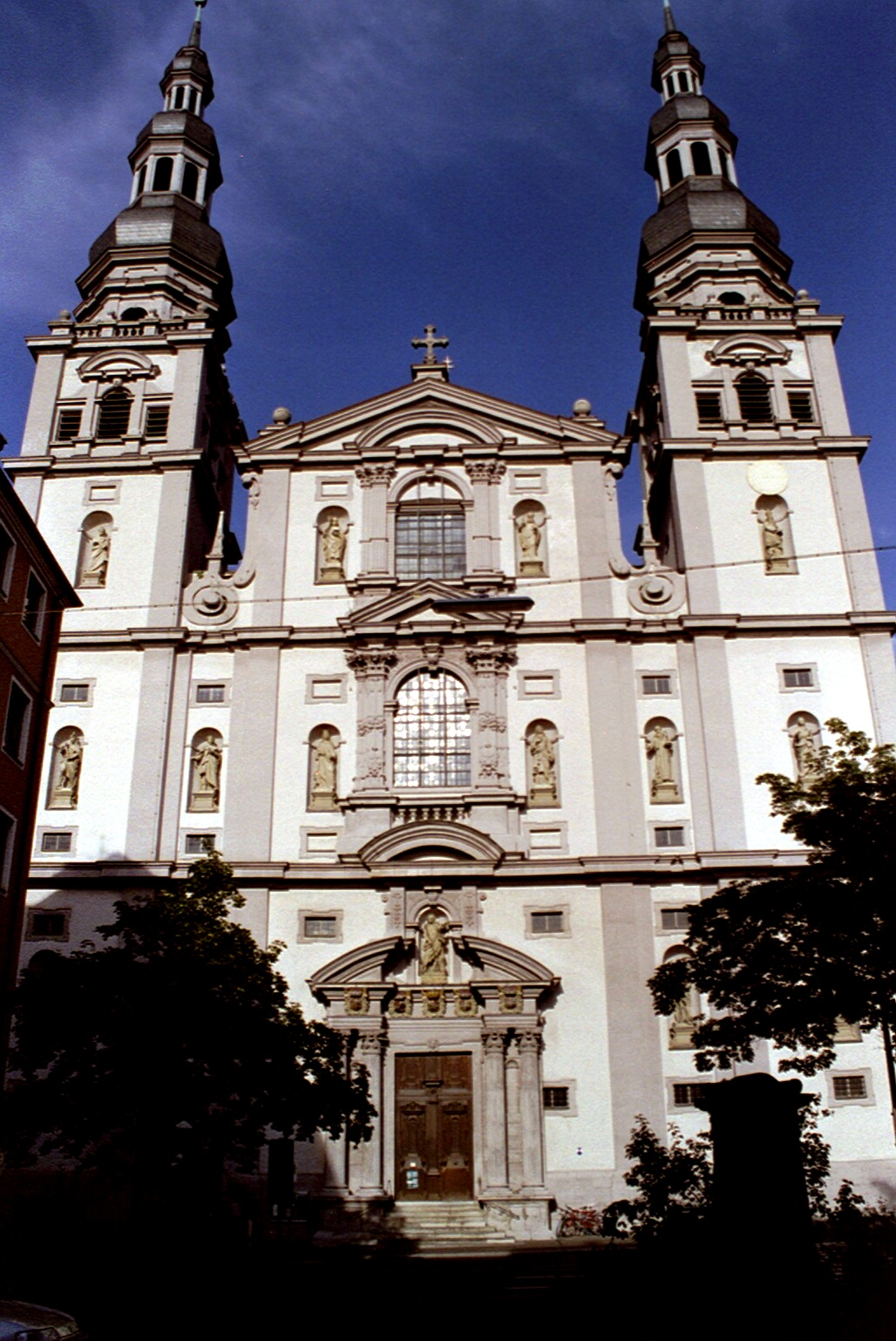
Kollegiatstift Haug (Turmfront), über dem Portal die Figur des Kirchenpatrons Johannes der Täufer, in den übrigen Nischen die Statuen der Vierzehn Nothelfer

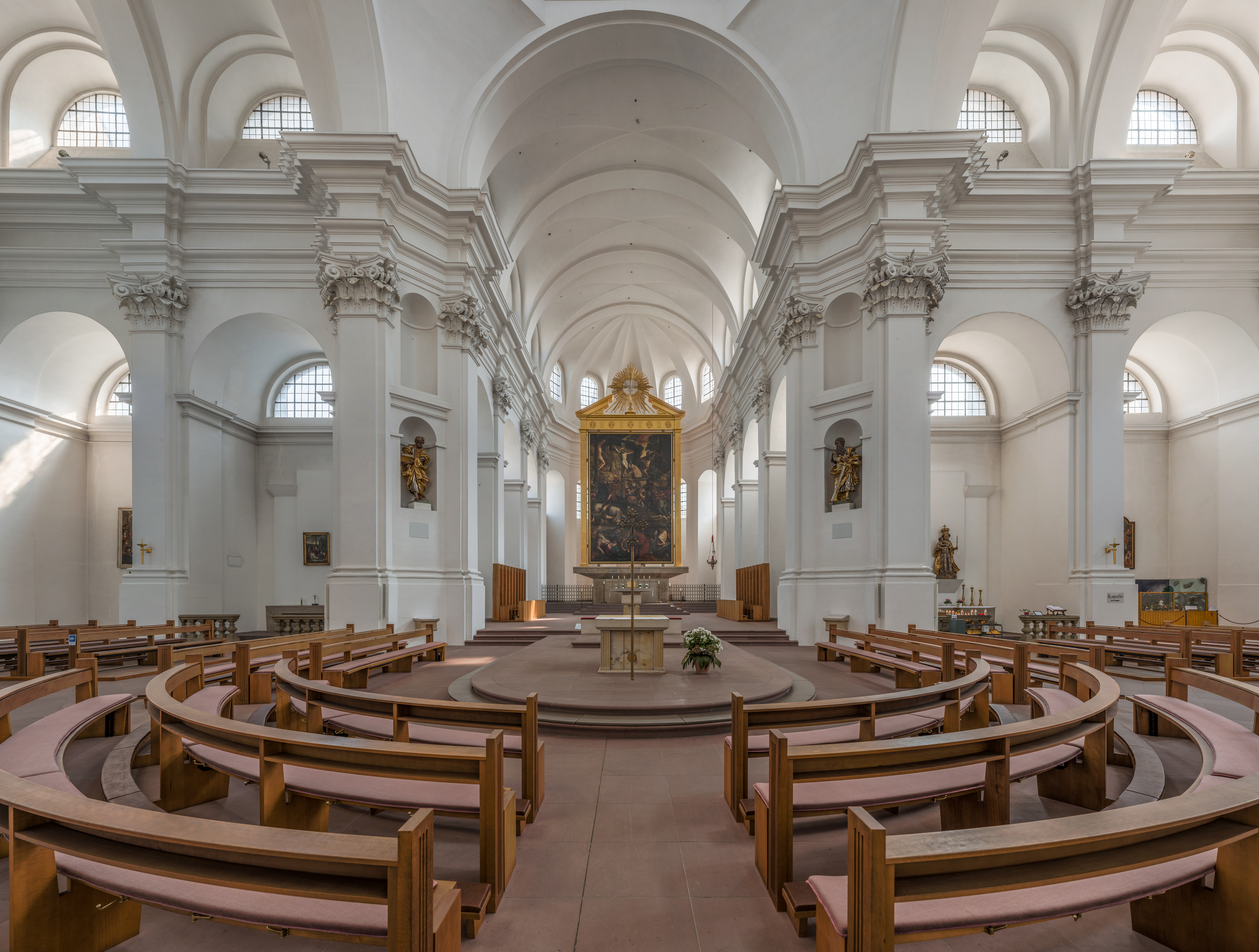
Innenansicht mit Blick zur Apsis, in den Nischen der Vierungspfeiler die Statuen der Apostelfürsten Petrus (links) und Paulus (rechts)

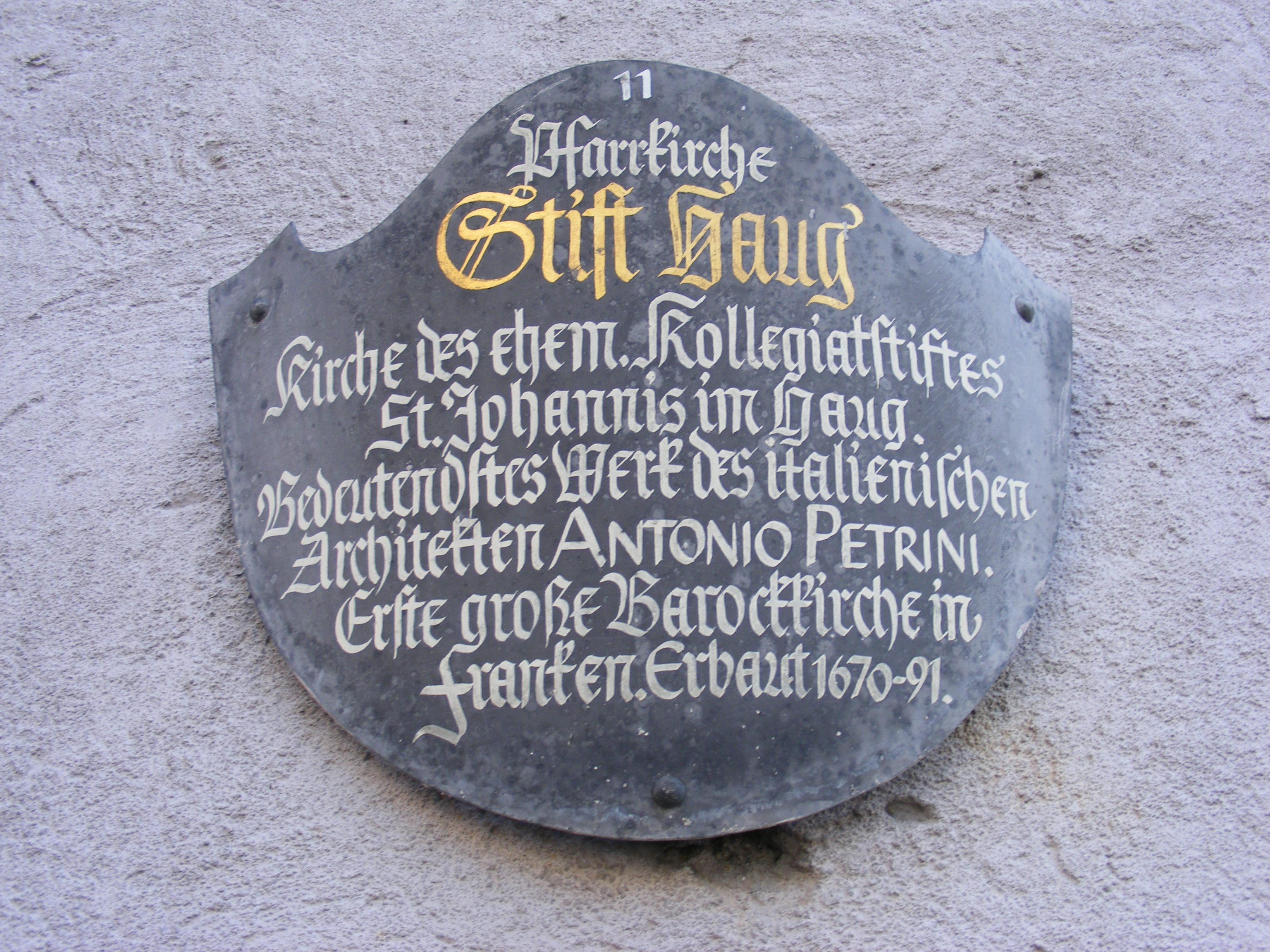
Hinweisschild

Mit Stift Haug wird die im Stadtteil Haug (auch Hauger Viertel genannt) gelegene Pfarrkirche St. Johannes in Würzburg bezeichnet, die dazugehörige Pfarrei als St. Johannes in Stift Haug. Die ehemalige Stiftskirche gehörte bis zur Säkularisation 1803 zum Kollegiatstift Haug. Die Johannes dem Täufer und Johannes dem Evangelisten geweihte Kirche wurde 1691 nach Plänen von Antonio Petrini fertiggestellt.
Die beiden Türme des Stifts Haug sind mit einer Höhe von 75 Metern die zweithöchsten Kirchtürme in Würzburg.

## Vorläuferbau

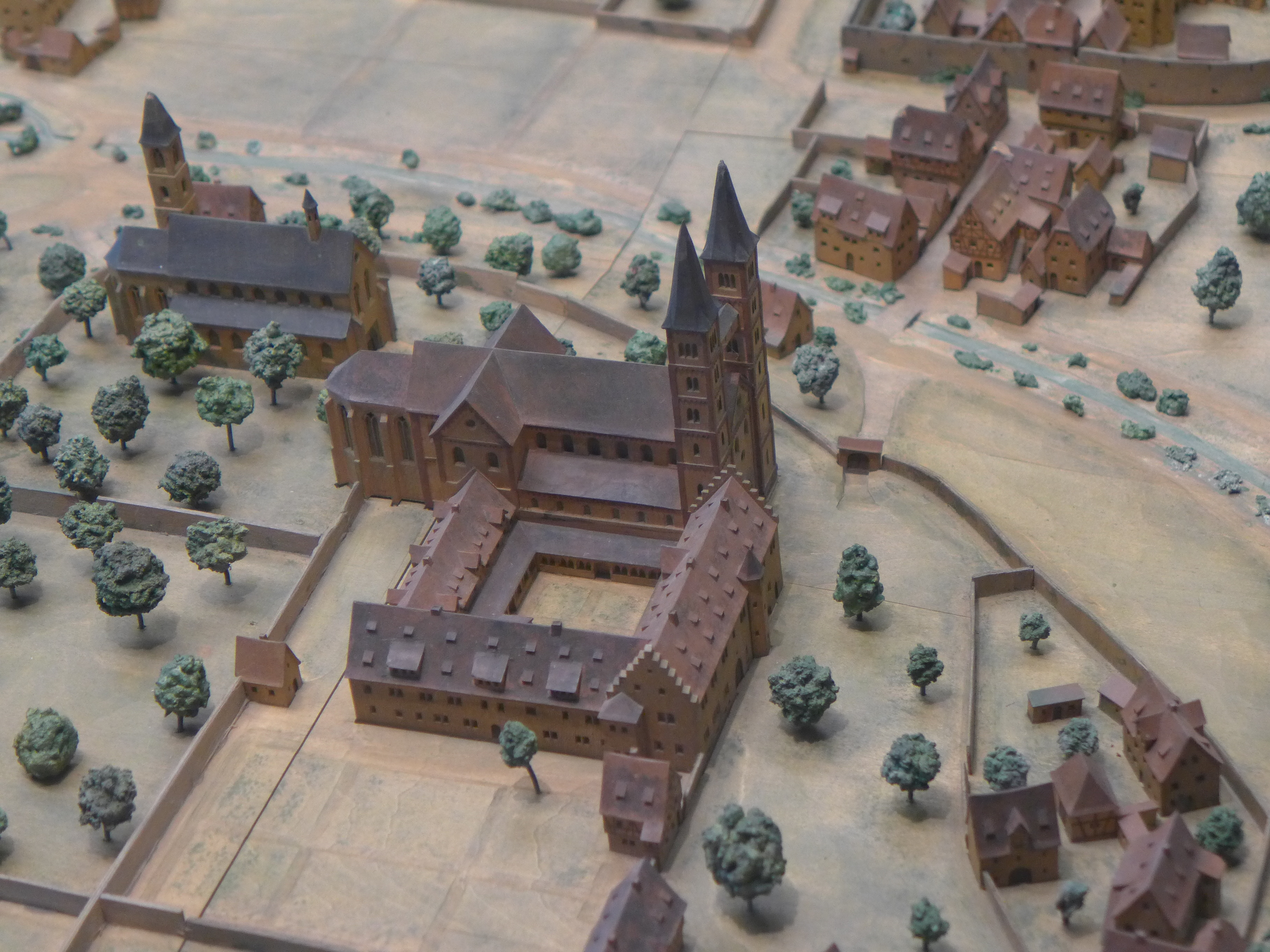
Modell des mittelalterlichen Stiftes Haug um 1525, aktuell ist hier der Würzburger Bahnhofsvorplatz (Fürstenbaumuseum Würzburg)

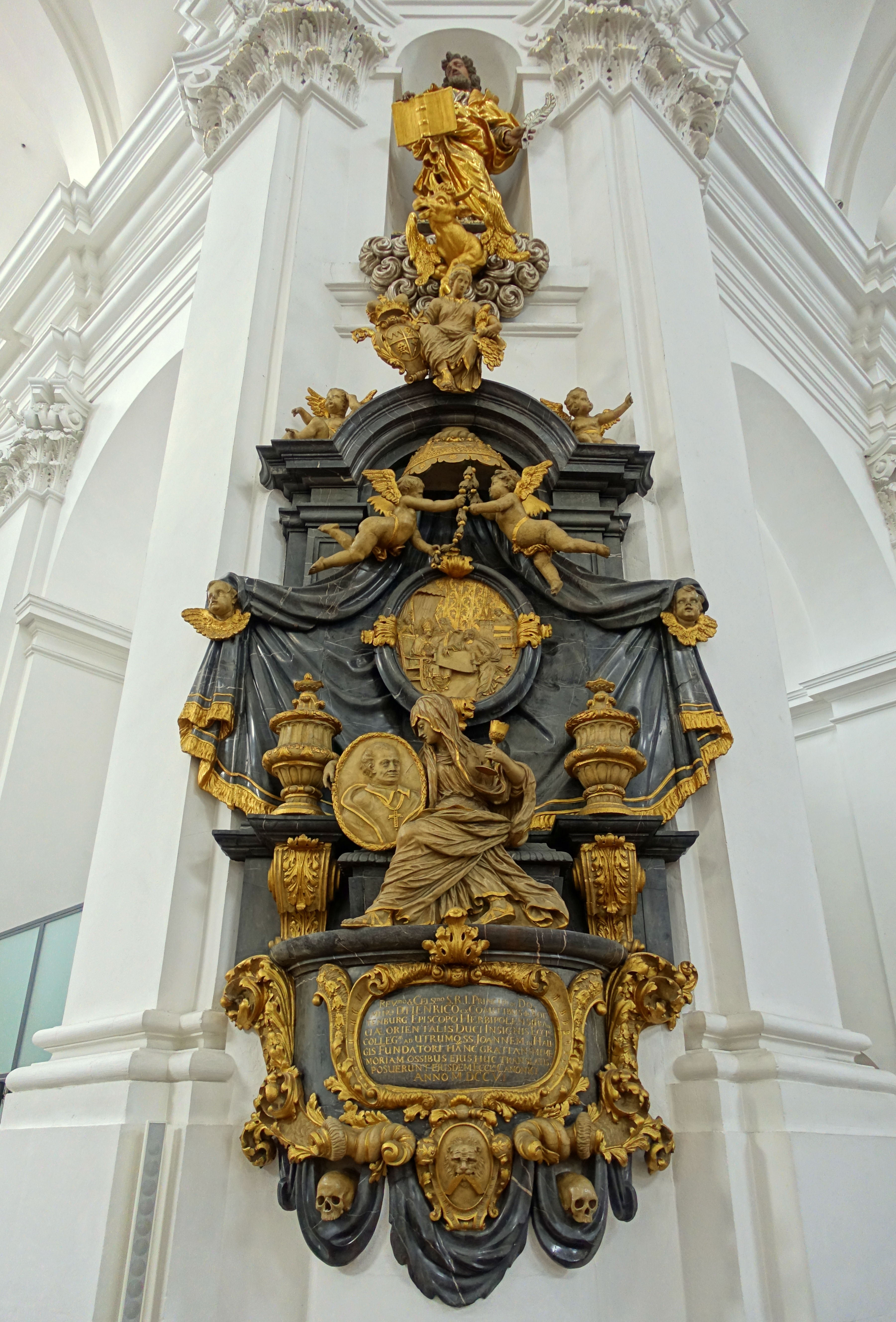
Denkmal für den Stift-Haug-Gründer Heinrich I. (Balthasar Esterbauer, 1708). Der rechte, beim Aufhängen des Festons beteiligte, Putto wurde 1946 von Julius Bausenwein nach einer Fotografie neu geschaffen.

Das Kollegiatstift St. Johann zu Haug lässt sich auf die 1002 erwähnte Gemeinschaft der „Herren vom Berg“ zurückführen, der Name auf houc → Haug → Hügel. Das ursprünglich um 1000 gegründete und durch seinen Bauherrn, den Bischof Heinrich I. von Würzburg geweihte Stift Haug befand sich nördlich der Stadtmauer, am Ort des heutigen Bahnhofsgeländes einige hundert Meter nördlich des heutigen Standorts. Im 14. Jahrhundert lehrte der aus Schwäbisch Hall stammende Mediziner und Wimpfener Kanoniker Berthold Blumentrost als Scholastiker in Würzburg, wo er 1326 als Stiftsherr zu St. Johannes in Haug eine zusätzliche Kanonikatsstelle erhalten hatte. Um Platz für die barocke Stadtbefestigung zu machen, ließ der damalige Fürstbischof das Stift 1657 an der alten Stelle abreißen und am heutigen Platz neu bauen.

## Neue Stiftskirche
1670 bis 1691 schuf Antonio Petrini, dessen Hauptwerk der Hauger Kirchenbau ist, die Synthese zwischen mitteleuropäischer Doppelturmfassade und römischer Kuppelanlage, deren schlanke Türme mit der wuchtigen, schiefergedeckten Kuppel ein weithin das Stadtbild prägendes Element bilden. Die große, vom Petersdom inspirierte Vierungskuppel steigt bis zu einer Höhe von 60 Metern auf. An der höchsten Stelle im Inneren der Kuppel ist in einem Strahlenkranz das Symbol des Heiligen Geistes, die Taube, erkennbar. Die Auflösung von Wandgrenzen durch Arkaden geht auf eine Idee von Donato Bramante zurück, der eine solche um 1480 im Innenraum der Kirche Santa Maria presso San Satiro in Mailand verwirklicht hatte. Petrini war der führende Baumeister des Barock in Franken in der zweiten Hälfte des 17. Jahrhunderts und seine Hauger Stiftskirche war der erste monumentale Barockbau nach dem Dreißigjährigen Krieg in Würzburg.

## Pfarrkirche
1803 wurde das Stift Haug im Zuge der Säkularisation aufgelöst. Die Stiftskirche wurde Pfarrkirche.

## Renovierung nach Bombardierung
Nachdem beim Bombardement und dem nachfolgenden Stadtbrand vom 16. März 1945 die ehemalige, vor allem ab etwa 1690 entstandene glanzvolle Innenausstattung mit Holzaltären, Chorgestühl, Skulpturen- und Gemäldeschmuck, Kanzel und Orgel verbrannte (darunter die meisten Werke von Michael Rieß, Johann Caspar Brandt (1652–1701) und Oswald Onghers), wirken nach dem Wiederaufbau die kühle Proportion und helle Weite der wuchtigen Architektur Petrinis beeindruckend. Im Jahr 2005 wurde die Komplettrenovierung des Innenraums abgeschlossen. Von der alten Ausstattung blieben nur am südwestlichen Vierungspfeiler Reste erhalten: das 1705 vom Stiftskapitel in Auftrag gegebene und 1708 vollendete, mit Lahnmarmor und weißgelbem Alabaster ausgestattete Denkmal für den Stiftsgründer Bischof Heinrich I. von Johann Balthasar Esterbauer und die Statue des Evangelisten Lukas von dem aus Forchtenberg stammenden Würzburger Bildhauer Michael Rieß am südwestlichen Vierungspfeiler aus dem Jahr 1695. Als Ersatz für den im Bombenhagel vernichteten Hochaltar der Kirche wurde im Jahr 1964 das monumentale Ölgemälde der Kreuzigung Jesu (9 m × 5,5 m) des Venezianers Jacopo Tintoretto aufgestellt, das im Jahr 1585 für die Münchener Augustinerkirche (heute Deutsches Jagd- und Fischereimuseum) geschaffen worden war. Der moderne Sockel trägt die Inschrift „ECCE LIGNUM CRUCIS IN QUO SALUS MUNDI PEPENDIT VENITE ADOREMUS“ (deutsche Übersetzung: Seht das Holz des Kreuzes, an dem das Heil der Welt hing. Kommt, lasst uns anbeten) aus der Liturgie der Feier vom Leiden und Sterben Christi. Auf dem davorstehenden Hochaltartisch steht ein goldener Tabernakel, der mit Bergkristallen geschmückt ist.
Links von der Hauptfassade stößt das ehemalige Kapitelhaus mit seiner kolossalen Pilastergliederung, 1699 bis 1703 ebenfalls von Petrini geschaffen, an die Stiftskirche an. Es beherbergt das Matthias-Ehrenfried-Haus, eine kirchliche Jugend- und Bildungseinrichtung.
In den Altarstein des Zelebrationsaltares sind die Reliquien von drei fränkischen Heiligen eingelassen: Burkard, Bruno und Liborius Wagner. Ein modernes Kunstwerk ist das Bronzekreuz des aus Thüringen stammenden Künstlers Dietrich Klinge.

## Orgel

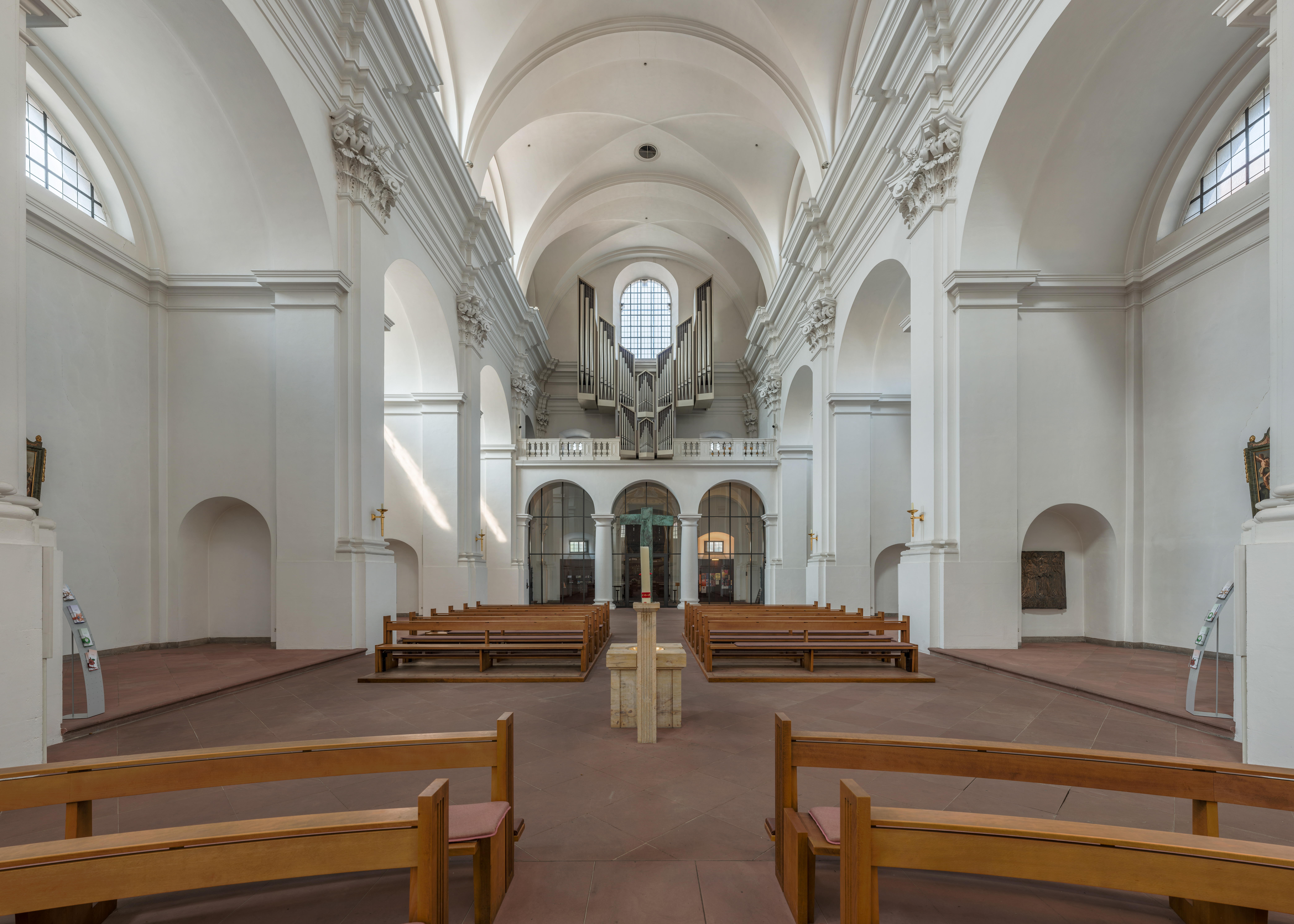
Blick zur Orgelempore

Die Orgel wurde 1971 von der Orgelmanufaktur Klais (Bonn) errichtet. Das Schleifladen-Instrument hat 45 Register auf drei Manualwerken und Pedal. Die Spieltrakturen sind mechanisch, die Registertrakturen sind elektrisch. In der Kirche finden häufig Orgelkonzerte statt. Langjähriger Organist in Stift Haug war der als Musiklehrer am Friedrich-Koenig-Gymnasium wirkende Klaus Linsenmeyer.
| I Rückpositiv C–g3 |                |       |
| 1.                 | Holzgedackt    | 8′    |
| 2.                 | Quintade       | 8′    |
| 3.                 | Praestant      | 4′    |
| 4.                 | Rohrflöte      | 4′    |
| 5.                 | Principal      | 2′    |
| 6.                 | Blockflöte     | 2′    |
| 7.                 | Quinte         | 1 ⁄3′ |
| 8.                 | None           | 8⁄9′  |
| 9.                 | Sesquialter II | 2 ⁄3′ |
| 10.                | Scharff V      | 1′    |
| 11.                | Ranckett       | 16′   |
| 12.                | Krummhorn      | 8′    |
|                    | Tremulant      |       |

| II Hauptwerk C–g3 |                 |       |
| 13.               | Pommer          | 16′   |
| 14.               | Principal       | 8′    |
| 15.               | Trichtergedackt | 8′    |
| 16.               | Octav           | 4′    |
| 17.               | Gemshorn        | 4′    |
| 18.               | Superoctav      | 2′    |
| 19.               | Cornett V       | 8′    |
| 20.               | Mixtur IV       | 1 ⁄3′ |
| 21.               | Cymbel III      | 1⁄3′  |
| 22.               | Trompete        | 8′    |
| 23.               | Clairon         | 4′    |

| III Schwellwerk C–g3 |                  |        |
| 24.                  | Holzprincipal    | 8′     |
| 25.                  | Rohrflöte        | 8′     |
| 26.                  | Vox coelestis II | 8′     |
| 27.                  | Principal        | 4′     |
| 28.                  | Holztraverse     | 4′     |
| 29.                  | Nasard           | 2 ⁄3′  |
| 30.                  | Octav            | 2′     |
| 31.                  | Terz             | 1 3⁄5′ |
| 32.                  | Sifflet          | 1′     |
| 33.                  | Acuta IV-V       | 1′     |
| 34.                  | Fagott           | 16′    |
| 35.                  | Hautbois         | 8′     |
|                      | Tremulant        |        |

| Pedalwerk C–f1 |               |       |
| 36.            | Principal     | 16′   |
| 37.            | Subbass       | 16′   |
| 38.            | Octav         | 8′    |
| 39.            | Spitzflöte    | 8′    |
| 40.            | Tenoroctav    | 4′    |
| 41.            | Metallgedackt | 4′    |
| 42.            | Hintersatz V  | 2 ⁄3′ |
| 43.            | Posaune       | 16′   |
| 44.            | Holztrompete  | 8′    |
| 45.            | Schalmey      | 4′    |

- Koppeln: I/II, III/I, III/II, I/P, II/P, III/P

## Glocken
Das Geläut der Kirche ist mit zehn Glocken nach dem Dom das glockenreichste der Stadt Würzburg. Im Jahr 2015 konnte eine neue Glocke mit dem Schlagton cis' bei Albert Bachert in Karlsruhe gegossen werden. Geplant ist die Anschaffung einer großen Glocke in der Tonlage a°. Dieses Projekt wird in den nächsten Jahren verwirklicht werden, um das Geläut zu vervollständigen und einen würdigen Klangabschluss nach unten hin zu geben.
Momentanes Geläut:
| Nr. | Name                    | Gussjahr | Gießer                            | Masse (kg) | Nominal (16tel) |
| --- | ----------------------- | -------- | --------------------------------- | ---------- | --------------- |
| 1   | Johannes Evangelista    | 2015     | Albert Bachert, Karlsruhe         | 2200       | cis1            |
| 2   | Zum Segen für die Stadt | 2002     | Rudolf Perner, Passau             | 1640       | d1              |
| 3   | Pacem in terra          | 2002     | Rudolf Perner, Passau             | 1156       | e1              |
| 4   | Johannes der Täufer     | 2002     | Rudolf Perner, Passau             | 830        | fis1            |
| 5   | Dreiviertel             | 1574     | Christoph Glockengießer, Nürnberg | 650        | a1              |
| 6   | Kreuzglocke             | 1613     | Sigmund Arnold, Fulda             | 460        | h1              |
| 7   | Geyerle                 | 1574     | Christoph Glockengießer, Nürnberg | 650        | cis2            |
| 8   | Zweischelle             | 1499     |                                   | 230        | d2              |
| 9   | Pfärrle                 | 1958     | F.W. Schilling, Heidelberg        | 162        | e2              |
| 10  | Viertele                | 13. Jh.  |                                   | 160        | gis2            |